# Ovaticoccus senarius
Ovaticoccus senarius är en insektsart som beskrevs av Mckenzie 1964. Ovaticoccus senarius ingår i släktet Ovaticoccus och familjen filtsköldlöss. Inga underarter finns listade i Catalogue of Life.